# ديتر شميت
ديتر شميت (بالألمانية: Dieter Schmitt)‏ هو مبارز بالسيف ألماني، ولد في 3 مايو 1940 في أوفنباخ أم ماين في ألمانيا.

## وصلات خارجية
- ديتر شميت على موقع أوليمبيديا (الإنجليزية)